# یوزف اوبرهاوزر
یوزف اوبرهاوزر (به آلمانی: Josef Oberhauser) (زاده ۲۱ ژانویه ۱۹۱۵-زمان ۲۲ نوامبر ۱۹۷۹) نظامی آلمانی در دوره رایش سوم و معاون فرمانده اردوگاه مرگ بلزک بود.